# مناطق نظامی روسیه

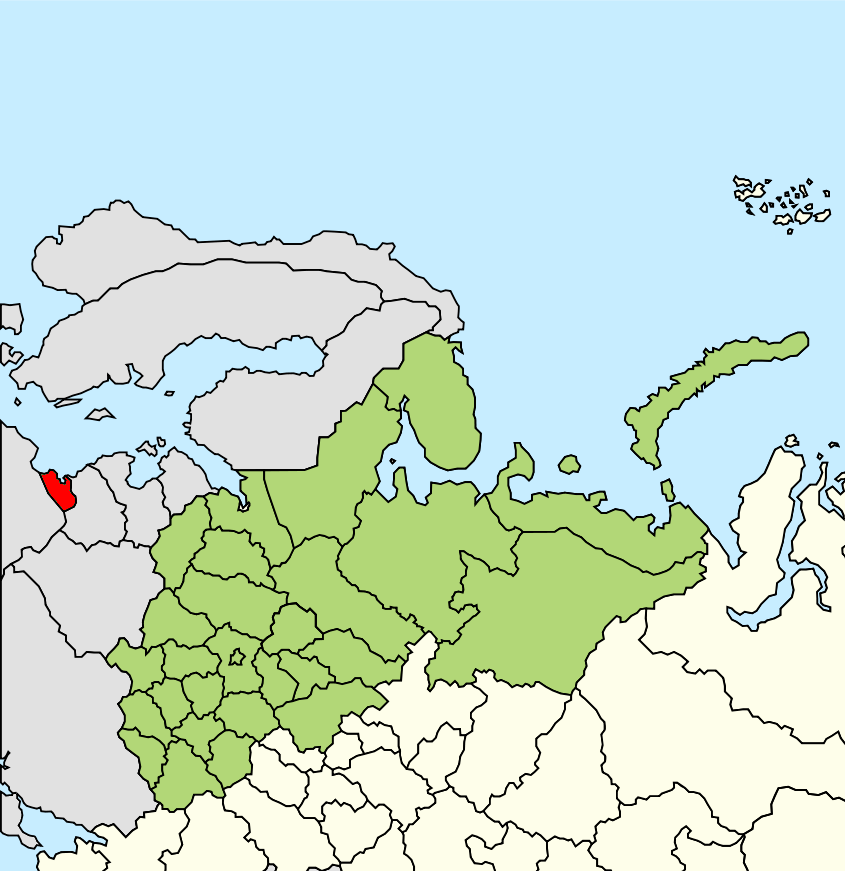
نمایی از منطقهٔ دفاعی کالینینگراد (قرمز) روی نقشهٔ منطقهٔ نظامی غربی (سبز) - ۲۰۰۹

فدراسیون روسیه را تعدای مناطق نظامی حفظ می‌کنند.

## فهرست مناطق نظامی

### اکنون
از یکم دسامبر سال ۲۰۱۰ پنج منطقه نظامی که تحت یک ستاد کل و توسط رسیاست جمهوری روسیه اداره می‌شوند عبارتند از:
- منطقه نظامی لنینگراد که ستاد مرکزی آن در سنت پترزبورگ است.
- منطقه نظامی جنوبی که ستاد مرکزی آن در روستوف دون است.
- منطقه نظامی مرکزی که ستاد مرکزی آن در یکاترینبورگ است.
- منطقه نظامی شرقی که ستاد مرکزی آن در خاباروفسک است.
- منطقه نظامی مسکو که ستاد مرکزی آن در مسکو است.